# Mestre Simão
Die Mestre Simão war ein 2013 gebautes RoPax-Fährschiff der portugiesischen Reedereien Transmaçor und Atlânticoline, das im Azorenarchipel im Liniendienst verkehrte. 2018 lief es im Hafen von Horta auf Grund und musste abgewrackt werden.

## Vorgeschichte, Bau und technische Daten
Ab 2010 plante die Regionalregierung der Azoren, die beiden von der Transmaçor betriebenen und aus den 1980er Jahren stammenden Fähren Cruzeiro das Ilhas und Cruzeiro do Canal durch Neubauten zu ersetzen. Die neuen und etwas größeren Schiffe sollten mehr Passagiere und als RoPax-Schiffe erstmals auch Fahrzeuge befördern können. Dazu bestellte sie bei der spanischen Werft Astilleros Armon in Navia zwei weitgehend identische Fährschiffe. Die Kiellegung des Schiffes erfolgte 2013 unter der Baunummer 734, das beim Stapellauf den Namen Mestre Simão nach einem lokalen Kapitän erhielt. Das im gleichen Jahr gebaute Schwesterschiff wurde auf den Namen Gilberto Mariano getauft.
Die Länge des Schiffes betrug 40,00 Meter, es war 10,75 Meter breit und wies einen Tiefgang von 3,60 Metern auf. Das Schiff war mit 748 BRZ vermessen und hat eine Tragfähigkeit von 224 Tonnen. Der Antrieb bestand aus zwei MTU-Dieselmotoren vom Typ 16V4000M63L, deren Leistung zusammen 6092 PS betrug. Diese wirkten auf zwei Schrauben, das Schiff erreichte eine Geschwindigkeit von 14,0 Knoten. Die Fähre war für 344 Passagiere und acht Fahrzeuge zugelassen. Die Besatzung bestand aus sieben Mann für den Schiffsbetrieb sowie zwei Stewards.

## Geschichte
Die Regionalregierung der Azoren, in deren Besitz sich das Schiff befand, ließ das Schiff an die zweite azoreanische Fährreederei Atlânticoline – an der sie ebenfalls die Mehrheit hielt – ausliefern. Diese stellte die Mestre Simão und ihr Schwesterschiff Gilberto Mariano der Reederei Transmaçor zur Verfügung. Hintergrund dieses Geflechts war, dass die Regionalregierung bereits zu diesem Zeitpunkt die Fusion der beiden Reedereien plante.
Die Indienststellung der beiden Schiffe erfolgte am 21. und 22. März 2014. Sie lösten die beiden Fähren Cruzeiro do Canal und Cruzeiro das Ilhas ab, die noch für Ersatz- und Verstärkerfahrten vorgehalten wurden. Eingesetzt wurde die Mestre Simão seitdem im Liniendienst vor allem zwischen Horta auf der Insel Faial und Madalena auf der Insel Pico. Dazu kam gelegentlich die Verbindung von diesen beiden Inseln nach São Jorge – dem sogenannten Dreieck der Zentralgruppe der Azoren.
Auf Bestreben der Regionalregierung fusionierte 2015 die Reederei Transmaçor mit der 2005 gegründeten Reederei Atlânticoline. Die Regionalregierung als Mehrheitseigner beider Unternehmen strebte damit einen integrierten Gesamtverkehr auf dem Archipel an und beabsichtigte gleichzeitig, die Kosten zu senken. An der Verwendung der Mestre Simão änderte sich zunächst nichts – sie verkehrte ohne Zwischenfälle weiterhin zwischen Horta und Madalena.

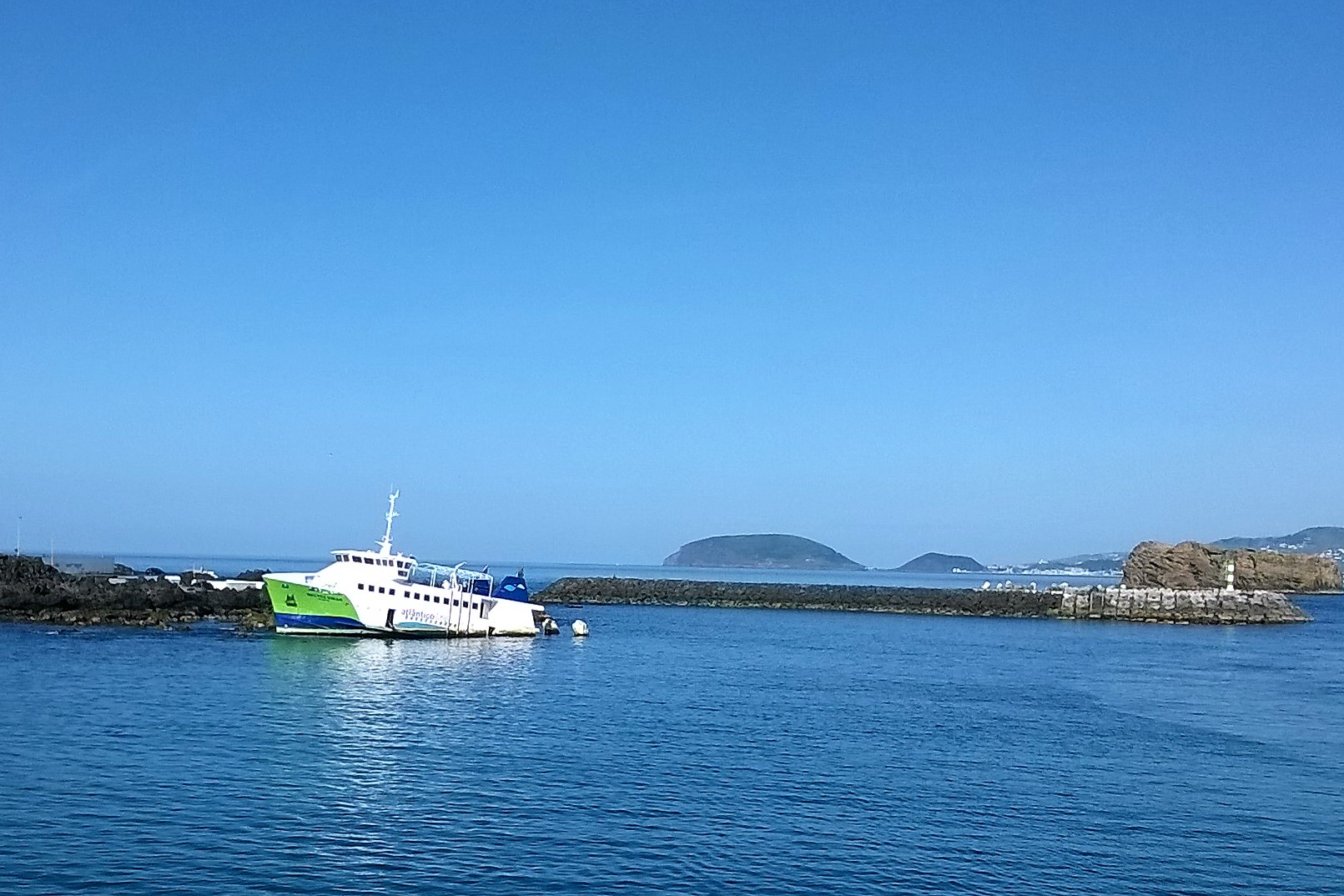
Mestre Simão im Jahr 2018

Am 6. Januar 2018 lief die Mestre Simão bei der Einfahrt in den Hafen von Madalena auf Grund, als Wellen das Schiff auf Felsen drückten (38° 32′ N, 28° 37′ W). Alle an Bord befindlichen 61 Passagiere und neun Besatzungsmitglieder konnten gerettet werden. Das Schiff wurde so stark beschädigt, dass es vor Ort abgewrackt wurde.
Als Ersatz verkehrten zunächst wieder die Cruzeiro do Canal und Cruzeiro das Ilhas auf der Verbindung zwischen Horta und Madalena, bis 2019 der Ersatzbau Mestre Jaime Feijó in Dienst gestellt wurde.